# 生殖系統疾病
生殖系统性問題是指男女生殖系统出現的毛病。

## 男性生殖系统疾病
包茎、阴茎硬结症，阴茎发育不全等

## 全身性疾病
所有严重的全身性急、慢性疾病。如男性性欲低下、肝硬化、慢性肾功能衰竭、慢性活动性肝炎等

## 内分泌疾病
生殖腺功能低下、甲状腺功能低下或亢进、肾上腺皮质疾病、垂体疾病等